# ديك أندرسون
ديك أندرسون (بالإنجليزية: Dick Anderson)‏ (و. 1946  م) هو سياسي، ولاعب كرة قدم أمريكية، من الولايات المتحدة، ولد في ميدلاند، يلعب كمُؤمن ‏.

## مناصب
تولى منصب عضو مجلس ولاية فلوريدا.

## التعليم
تعلم في ثانوية بولدر ‏.

## روابط خارجية
- ديك أندرسون على موقع مرجع كرة القدم المحترفة.كوم (الإنجليزية)
- ديك أندرسون على موقع قاعة فلوريدا للمشاهير الرياضية (الإنجليزية)
- ديك أندرسون على موقع قاعة كولورادو للمشاهير الرياضية (الإنجليزية)